# Habsburg–Tescheni Leó Károly főherceg
Habsburg–Tescheni Leó Károly főherceg (Erzherzog Leo Karl Maria Kyrill Method Erzherzog von Österreich, röviden Leo von Österreich, 1919 után lengyel polgárként Leon Karol Habsburg-Lotaryński), Póla, 1893. július 5. – Bestwina, (Lengyelország), 1939. április 28.) osztrák főherceg, magyar és cseh királyi herceg, cs. és kir. lovassági százados, majd a Lengyel Köztársaság hadseregének tisztje, földbirtokos.

## Élete

### Származása, testvérei
Leó Károly a dalmáciai Polában született 1893. július 3-án. Édesanyja Habsburg–Toscanai Mária Terézia Antonietta főhercegnő (1862–1933), toszkánai hercegnő volt, Károly Szalvátor főherceg (1839–1892) és az olasz Bourbon (Borbone) házból való Mária Immakuláta Klementina nápoly–szicíliai királyi hercegnő (1844–1899) leánya.
Édesapja Habsburg–Tescheni Károly István főherceg, admirális (1860–1933) volt, a Császári és Királyi Haditengerészet (k.u.k. Kriegsmarine) főfelügyelője, Károly Ferdinánd főherceg (1818–1874) és Erzsébet Franciska Mária főhercegnő (1831–1903) fia, József nádor unokája. Három fiuk és három leányuk született:
- Eleonóra Mária főhercegnő (1886–1974), aki 1913-ban rangon aluli házasságot kötött Alfons von Klöss (1880-1953) császári és királyi korvettkapitánnyal, aki apja, Károly István hajóinak irányításával volt megbízva.
- Renáta Mária Karolina főhercegnő (1888–1935), aki 1909-ben feleségül ment Radziwill Jeromos (Hieronim Radziwiłł) lengyel herceghez (1885–1945). Férje szovjet koncentrációs táborban pusztult el.
- Károly Albert főheceg (1888-1951) császári és királyi tüzérezredes, aki 1919-ben lengyel állampolgár lett, Karol Olbracht Habsburg-Lotaryński néven. 1920-ban feleségül vette a svéd születésű Alice Elisabeth Ankarcronát (1889–1895), Badeni gróf özvegyét.
- Mechthildis Mária Krisztina főhercegnő (1891–1966), aki 1913-ban Olgierd Czartoryski lengyel herceghez (1888–1977) ment feleségül.
- Leó Károly főherceg (1893–1939)
- Vilmos Ferenc József főherceg (1895–1948?), 1918-ban az ukrán függetlenségért harcoló Szics-lövészek (Січові Стрільці) ezredese. Ukrajnában Vaszil Visivanij (Василь Вишиваний) néven szerepelt. Szovjet börtönben halt meg.

### Az első világháborúban
Nagykorúságának elérésekor, 1915-ben az Aranygyapjas rend lovagjává ütötték. A császári és királyi hadseregben szolgálva lovassági századosi rangot ért el.
A Német Császárság és az Osztrák–Magyar Monarchia által birtokolt lengyel területeken létrehozott Lengyel Régens Királyság (Regentschaftskönigreich Polen) trónjára egy ideig Leó Károly apja és bátyja, Károly István főherceg és Károly Albert főherceg látszottak a legesélyesebb jelölteknek. A Monarchia széthullásával, Piłsudski marsall (1867–1935) fellépésével, és a Lengyel Köztársaság kikiáltásával azonban a lengyel Habsburg-királyság terve elenyészett.

### A két világháború között
1918. november elején, a Monarchia összeomlásakor a cs. és kir. hadsereg főtisztjeit szolgálaton kívüli állományba helyezték. 1918 novemberében Leó Károly bátyjával, Károly Alberttel együtt Krakkóban önkéntesnek jelentkezett a lengyel hadseregbe, és részt vettek a szovjet bolsevikok, majd az ukrán felkelők elleni harcokban. Legifjabb öccsük, Vilmos az ukrán hadseregben harcolt, a háború egy szakaszában a testvérek a front két oldalán álltak.
1919-ben létrejött a független Lengyel Köztársaság. Nyugat-Galícia és vele a saybusch-i Habsburg-birtokok az új Lengyel Köztársaság területére kerültek. Leó Károly szülei, Károly István főherceg és Mária Antoinetta főhercegnő a Saybusch-i családi birtokra vonultak vissza. A két fiú és Renáta húguk kérelmezték és megkapták a lengyel állampolgárságot. Lengyel neveket vettek föl, Leó új neve Leon Karol Habsburg-Lotaryński lett.
A polgárháborús évek után Leó Károly és testvérei (akik folyékonyan beszélték a lengyel nyelvet), szintén visszatértek a családi uradalomba (kivéve a legkisebb fiút, Vilmos főherceget, aki az új ukrán hadseregbe állt be). A żywieci Habsburg-uradalomban gazdálkodtak, különösen a sörfőzést fejlesztették, a saybuschi sört (Żywiec Bier) világmárkává tették.

### Házassága, gyermekei, unokái
1922. október 4-én Leó Károly főherceg – osztrák polgári nevén Leo Karl Habsburg – Bécsben feleségül vette Maria-Klothilde Anna von Thuillières-t (1893–1978), Montjoye-Vaufrey és de la Roche grófnőjét (teljes nevén Marie-Klothilde Anna Josefa Claudia Colomba Fidelis von Thuillières, Comtesse de Montjoye-Vaufrey et de la Roche), aki Karl von Thuillières-nek, Montjoye-Vaufrey és de la Roche grófjának, és Irene O'Donnell-nek, Tyrconnell grófnőjének leánya, csillagkeresztes hölgy volt. A morganatikus (rangon aluli személlyel kötött) házassággal Leó főherceg kizárta magát a császári házból, és elveszítette jogát az esetleges trónöröklésre. Öt gyermekük született, akik a Habsburg–Lotaringiai grófi/grófnői rang (Graf/Gräfin von Habsburg-Lothringen) viselésére kaptak jogosultságot:
- Mária Dezideráta Terézia Fidelis grófnő (1923–1988), aki 1947-ben Wolfgang Maria Benedikt Karl Edmund Ignatius von Hartig grófhoz (1922–1995) ment feleségül, akitől 1965-ben el is vált. Két gyermekük született:
  - Karl von Hartig gróf (1949–)
  - Andreas von Hartig gróf (1952–)
- Mechthildis Mária Irén Fidelis grófnő (1924–2020), aki erdészeti mérnöki szakképesítést szerzett, és 1948-ban Bécsben feleségül ment Manfred Rambald Wenzeslaus Anton Maria Piatti grófhoz, Piatti márkijához (1924–2010), a Máltai lovagrend lovagjához. Öt gyermekük született:
  - Alfons von Piatti gróf és márki (1950–)
  - Andrea (Anna) von Piatti grófnő (1949–)
  - Michael von Piatti-Fünfkirchen gróf (1955–), akit Caroline von Fünfkirchen grófnő fogadott örökbe, és aki 1983-ban az alsó-ausztriai Zemling-ben a magyar Pongrátz Zsófia bárónőt, Szent-Miklósi és Óvári Pongrátz János báró és Saárdi Somssich Katalin grófnő leányát vette feleségül.
  - Ferdinand von Piatti gróf (1962-), aki 1997-ben a német Angelina von Rohrert (1970-) vette feleségül.
  - Benedikt von Piatti gróf (1966–), aki 1998-ban Budapesten feleségül vette Margit osztrák főhercegnőt (1972–), Habsburg–Lotaringiai Mihály főherceg és Löwenstein-Wertheim-Rosenberg Krisztina hercegnő leányát.
- Erzsébet Irén Mária Fidelis grófnő (1927–2014) közgazdász.
- Leó István Maria Károly Wolfgang gróf (1928–2020) okl. agrármérnök, aki 1962-ben feleségül vette a német Gabriele Kunertet (1935–1975), akitől három gyermeke született. 1969-ben elváltak, Leó 1973-ban elvette az osztrák Heidi Aignert (1942–), akitől négy gyermeke született.
  - Maria-Isabella von Habsburg grófnő (1962–)
  - Albrecht von Habsburg gróf (1963–)
  - Karl Stefan von Habsburg gróf (1967–)
  - Philipp von Habsburg gróf (1974–)
  - Anna von Habsburg grófnő (1977–)
  - Valerie von Habsburg grófnő (1982–)
  - Leo Stefan von Habsburg gróf (1985–)
- Hugó Károly Mária Leó Fidelis gróf (1930–1981) publicista, aki 1972-ben Eleonore Kristent (1943–2022) vette feleségül, gyermekük nem született.

### Utolsó évei
Leó szülei, Károly István főherceg és Mária Terézia főhercegné 1933 tavaszán elhunytak. Gyermekeik felosztották egymás között a saybuschi uradalmat. Károly Albert 28 009 hektárt, Leó Károly 11 349 hektárt, Renáta (Radziwiłł hercegné) 3264 hektárt kapott. Leó Károly 1933. december 11-én a Bielsko-Biała közelében fekvő Bestwinába költözött, itt élt haláláig, 1939. április 28-áig. Nem érte meg a második világháború kitörését. A község temetőjében helyezték örök nyugalomra, emlékét a helyi lakosság ma is őrzi.
A bestwinai birtokot özvegye, Marie-Clothilde von Thuillières-Montjoye (lengyeles formában Maria Klotylda) grófnő örökölte. 1939 végén a terület német megszállás alá került. A háborúban beállt fordulat után az AK (Armia Krajowa, a londoni lengyel emigráns kormány által szervezett Honi Hadsereg) helyi csoportja idejében figyelmeztette Marie-Clothilde grófnőt a szovjet Vörös Hadsereg közeledéséről. A grófnő gyermekeivel együtt 1944-ben Bécsbe menekült. Csak két bőröndöt vitt magával, a birtokot és hátrahagyott javait szétosztotta a palota személyzetének tagjai között. A bevonuló szovjet hadsereg a bestwinai kastélyban katonai kórházat (lazarettet) rendezett be. A birtokot kifosztották, gépeit, terményeit elvitték, a palota bútorzatát széthordták, az addig gondosan ápolt kertek elvadultak. Az özvegy Marie-Clothilde grófné Bécsben, a Schikanedergasse egyik házában élt 1978-ban bekövetkezett haláláig.